# 拉代夫河
54°02′15″N 15°52′12″E / 54.03750°N 15.87000°E
拉代夫河（波蘭語：Radew）是波蘭的河流，位於該國北部，處於西波美拉尼亞省，屬於帕爾森塔河的右支流，河道全長83公里，流域面積1,092平方公里，河口處在卡爾利諾。